# 愛はとまらない
「愛はとまらない（原題：Nothing's Gonna Stop Us Now）」（あいはとまらない）はアルバート・ハモンドとダイアン・ウォーレンの共作による楽曲。アメリカ合衆国のロックバンド、スターシップにより録音され、ロマンティック・コメディ映画である『マネキン』のテーマ曲となった。
スターシップの二人のヴォーカリスト、ミッキー・トーマスとグレイス・スリックのデュエットを前面に出した曲である。1987年4月4日ビルボードホット100で第1位となる。また、同年翌5月、UKシングルチャートで4週間第1位の座にとどまった。1987年中にイギリス国内で最も売れたシングルレコードのチャートで第2位を獲得した。当時、グレイス・スリック（47歳）は、アメリカ国内で第1位となったシングルレコードを歌った女性歌手としての最年長記録保持者となった（この記録は、1999年にシェールが52歳で「ビリーヴ」を歌ってヒットさせたことで塗り替えられた）。日本のオリコン洋楽シングルチャートでは1987年4月20日付から3週連続1位を獲得した。
この曲は、第60回のアカデミー歌曲賞候補にも指名された。映画『マネキン』のサウンドトラックに含まれている他、1987年7月に発売されたスターシップのアルバム『No Protection』に含まれている。島田歌穂が1992年に『CHANCE～夢はとまらない～』として日本語カバーしている。

## 曲成立の背景
ラジオのインタヴューでアルバート・ハモンドは次のように語っている：「この曲のアイデアは、自分の前妻との離婚が成立した直後、7年にわたって同棲してきた彼女といよいよ結婚しようかという時に閃いた。」ハモンドがダイアン・ウォーレンに言ったところでは、「自分の彼女との結婚を7年間も、まるで妨害されているような感じだったんだけど、結局最終的には彼らは失敗したんだ。もう俺が結婚するのを止めることはできないんだ」。
最近は、この曲はイギリスのテレビ番組「The X Factor」で、視聴者が演奏内容を確認する時にそのバックで流れる曲として使用されている。この曲は以前から「力強いシンセによるビートが、情感を心地良く盛り上げてくれる」曲として受け止められている。

## 音楽ビデオ
1986年に、この曲に合わせて音楽ビデオが発表された。その中では、ミッキー・トーマスがマネキンに、命が宿らないかとしつこく話しかける様子が描かれている。マネキンはグレイス・スリックが演じた。
また、マネキンの登場人物であるハリウッド（メシャック・テイラー）が 舞台となった*en:Wanamaker's のデパートショー・ウィンドウの装飾を担当する係として出演している。

## チャート
| チャート名 (1987)                              | 最高順位 |
| ---------------------------------------------- | -------- |
| オーストラリア (Australian Music Report)       | 3位      |
| オーストリア (Ö3 Austria Top 40)               | 3位      |
| ベルギー (Ultratop 50 Flanders)                | 5位      |
| カナダ トップシングルス (RPM)                  | 1位      |
| カナダ アダルト・コンテンポラリー (RPM)        | 1位      |
| ヨーロッパ (European Hot 100 Singles)          | 4位      |
| フィンランド (Suomen virallinen lista)         | 7位      |
| フランス (SNEP)                                | 16位     |
| アイルランド (IRMA)                            | 1位      |
| オランダ (Dutch Top 40)                        | 5位      |
| オランダ (Single Top 100)                      | 8位      |
| ニュージーランド (Recorded Music NZ)           | 21位     |
| ノルウェー (VG-lista)                          | 2位      |
| ポルトガル                                     | 1位      |
| 南アフリカ (Springbok Radio)                   | 3位      |
| スウェーデン (Sverigetopplistan)               | 2位      |
| スイス (Schweizer Hitparade)                   | 4位      |
| イギリス (全英シングルチャート)                | 1位      |
| US Billboard Hot 100                           | 1位      |
| US Adult Contemporary (Billboard)              | 1位      |
| US Mainstream Rock (Billboard)                 | 16位     |
| アメリカ Cash Box Top 100                      | 1位      |
| アメリカ Radio & Records CHR/Pop Airplay Chart | 1位      |
| 西ドイツ (GfK Entertainment Charts)            | 3位      |
| 日本（オリコン洋楽チャート）                   | 1位      |

| チャート名 (1987)                               | 順位 |
| ----------------------------------------------- | ---- |
| オーストラリア (Australian Music Report)        | 12位 |
| オーストリア (Ö3 Austria Top 40)                | 17位 |
| ベルギー (Ultratop 50 Flanders)                 | 26位 |
| カナダ (RPM)                                    | 5位  |
| ヨーロッパ (European Hot 100 Singles)           | 8位  |
| オランダ (Dutch Top 40)                         | 9位  |
| オランダ (Single Top 100)                       | 31位 |
| 南アフリカ (Springbok Radio)                    | 5位  |
| スイス (Schweizer Hitparade)                    | 8位  |
| イギリス (Gallup)                               | 2位  |
| アメリカ Billboard Hot 100                      | 5位  |
| アメリカ アダルト・コンテンポラリー (Billboard) | 26位 |
| アメリカ Cash Box Top 100                       | 8位  |
| 西ドイツ (Official German Charts)               | 20位 |

| チャート名 (1958–2018)     | 順位  |
| -------------------------- | ----- |
| アメリカ Billboard Hot 100 | 356位 |

## カバー
- ジョージ・ラム - 曲名は"dare to love me"
- 島田歌穂『CHANCE～夢はとまらない～』